# N世代
《N世代》，2018年台灣偶像劇。由林柏叡、林真亦、陳瑀希、李宓領銜主演，酷瞧、播吧、Uplive、愛奇藝台灣站於2018年11月9日同步播出，緯來電影台預計於2019年播出。一部描寫網路年輕世代勇敢追夢、創業、實現自我價值的影集，片中描述主人翁胡可與夥伴們在新媒體事業上努力奮鬥、追尋夢想的故事。

## 片名含義
N世代的片名代表著90後網路世代勇敢追夢。實現網路世代主流價值的影集。用正向思考的語言對於新世代潮流如何席捲全世界的未來產業有著積極正面的呈現。90後以前被學者稱作為崩世代。他們筆下所呈現的90後年輕人。是孤獨的。缺乏社會資源及社會關懷失落的世代。但是不然老一輩的學者忽視了現代新科技的突飛猛進。及網路社群的崛起。這就是所謂的N世代。
N世代一詞代表的是NEW新世代、NET網路世代、NATIONEL國際化世代、無限延伸。
OTT新媒體已經改變人們收看媒體的習慣。中國有嘻哈的受歡迎更代表著新生代潮流的時代已經來臨。網路直播平台得興起已經造就無數個網紅,網路購物平台已經改變了實體經濟模式。
這就是N世代，不容小覷的N世代。NEVER SAY NO永不說不。

## 播出時間

### 首播
| 頻道         | 所在地 | 播映日期               | 播出時間           |
| ------------ | ------ | ---------------------- | ------------------ |
| 酷瞧         | 臺灣   | 2018年11月9日          | 每週五 20:00       |
| 播吧         | 臺灣   | 2018年11月9日          | 每週五 20:00       |
| 愛奇藝台灣站 | 臺灣   | 2018年11月9日          | 每週五 20:00       |
| 緯來電影台   | 臺灣   | 2019年2月18日至2月27日 | 每週一至周五 20:00 |

## 演員列表

### 主要演員
| 演員   | 角色   | 介紹 |
| 林柏叡 | 胡可   | 台北人、26歲的青年才俊，長相俊帥口條好，思緒敏捷。一年前去北京作文創產業，奮鬥了一陣子卻鎩羽而歸，不過卻累積了許多寶貴經驗。回台北後和表哥程顥一同創業，看準夜店與直播市場的結合，提出『女神爭霸戰』的節目構思卻被阿及大哥瓢竊，而引發了一連串的商場和夜店競爭的化學效應。胡可在北京期間與北京電影學院學生孫思穎談了一場刻骨銘心的愛情，但一心想要回台創業的他。又珍惜兩人緣份只好遷就孫簽下一年分手合約。他是個受女生歡迎、看似風流但專一忠於愛情的人。在台北期間遇到可愛、天真的白芷薇，她的呆萌和脫俗與胡可遇過的女生截然不同，使胡可開始對孫思穎的情感產生了動搖 。 |
| 林真亦 | 夏晴   | 25歲、原本是『天禾藝能』的廣告網拍模特兒。外型清純，但心機重，是甄嬛傳中的雙面人。愛玩兩面手法悠遊於老闆與同行藝人中間，但手段高明沒人看的出來，連中國知名製作人熊哥都拜倒在他的石柳裙下，服服貼貼的。對於天禾藝能的老闆柏林，常常是又愛又恨，不過柏林對他們照顧有加，在Myst業績下滑時，還願意去力挺到底，是個有想法、有手腕的女藝人 |
| 陳瑀希 | 白芷薇 | 23歲，單純直白，綽號白痴薇，喜歡美食。每次聚會就是一直吃。跟胡可說過不輕易談戀愛不輕易心動，朋友間相傳還是原裝貨 |
| 李宓   | 宓娜   | 30歲，『遊戲龍』的年輕老闆娘。從小家境優渥，父親是傳產上市公司董事。因為深愛菲利浦，要求父親投資『遊戲龍』產業並讓菲利浦當老闆。但當菲利浦開始事業有成有了七年之養，宓娜一方面深愛他離不開，一方面又有大小姐的脾氣不想委曲求全，因此常常在夜店中找帥哥以求心裡平衡、卻不出軌！但最後宓娜發覺這樣還是沒用，於是開始移情到事業上，轉而投資程顥和胡可成立的Myst直播節目平台，給了程顥穩定的金援！但她心裏還是在等著背叛她的老公菲利浦回心轉意 |
| 沈志明 | 程灝   | 台北人、32歲Myst夜店總經理，從小被夜店老闆修哥賞識。學生時代在夜店打工，會dj會調酒、會公關。十幾年夜店人脈早就黑白兩道通吃。在夜店打滾多時，看盡人生百態、認為只有從小長大的朋友才是真兄弟，把胡可表弟、維維、柏林三個小時玩伴視為自己的夥伴與家人。程顥個性高傲、亦正亦邪，善於拉攏朋友利用關係合作，雖身處夜店但卻不相信夜店的任何夢幻泡影，因為女人跟利益結合的人都不是他真心會信任的。年紀氣盛的他卻被老狐狸阿及大哥擺了一道，在『女神爭霸戰』摔了一跤，卻靠著兄弟和自己的創意從逆境中爬起，再創Myst夜店和直播結合的新型態夜店，使得Myst業績更勝以往！              |
| 紀源   | 維維   | 台北人、胡可小時候同學，26歲的年輕導演。維維是地下樂團導演，為樂團拍攝許多厲害的mv，在地下圈小有名氣。他打扮潮流帥氣，但微憂鬱的氣質，偶爾讓人以為他有同性頃向？！對於無腦妹、奶妹極端厭惡，偏偏又接下團體中拍攝妹的任務只好進入瞭解妹的境界。但一心還是想拍一部揚明國際的參展獨立電影，反映了這年代的年輕影業從業人員的心聲。在跟胡可是好友、但有時又有斷臂情境，讓朋友私下懷疑他的性向，在朋友圈鬧出不少笑話 |
| 杜季祥 | 柏霖   | 台北人、24歲、程顥小時後的小老弟。體育學校畢業生，身材精實擔任過許多服裝模特兒。曾是『天禾藝能』的模特之一，但因為前老闆歐文的奸詐，使得柏林莫名接下虧損的天禾藝能成為老闆，帶著一群女藝人沒有目標的在演藝圈討生活。柏林是個單純、沒架子、會為藝人著想的好老闆，卻因不諳世事常吃虧。沒脾氣的性格甚至常會被旗下女藝人給欺負著玩。對於程顥，柏林把他當大哥一般敬重，在Myst業績下滑時，甚至每晚帶著自己旗下的女藝人、呼朋引伴的去Myst力挺程顥，極度重視友情！ |

### 其他演員
| 演員   | 角色   | 介紹 |
| 林薇多 | 乖乖   | 24歲年紀很輕就擔任夜店公關，熱情如火、作風大膽、愛錢愛露愛男人，是整部戲的肉體擔當。覺得男人就是可以用肉體控制的，一心想成為電影明星，希望攀權附貴可以一步登天，一開始利用菲利浦，但後來卻真的愛上他。乖乖與白芷薇是好友，雖然兩人同為模特兒，但因為白的單純不計較、不搶風頭反而兩人成為死黨 |
| 陳若穎 | 若曦   | 實際29歲、謊報25歲的模特兒圈當紅炸子雞，從小就出來打滾，號稱小開殺手卻偏偏對程顥有點動心。覺得自己年華慢慢老去已成老模，想要轉戰當個電影咖。愛情中也隨著年紀，知道自己要開始找真心愛他又有能力的男人，但又清楚小開只是想玩過就好，所以對有能力的程顥產生了想安定的感覺。偏偏兩人都是夜店情場的老船長，不會暈船，過於理智反而慢慢才產生火花 |
| 高宇橋 | 菲力浦 | 33歲的富家子弟，一個長不大的公子，充滿貴族氣息。舉止優雅、喜歡夜生活、愛玩也有品味，討厭粗俗的人與對話。菲利浦多金的形象讓許多小模願意投懷送抱，與程顥交好、流連於Myst的他身邊雖圍繞著許多打他算盤的美女，但他卻早已跟宓娜結婚。宓娜父親是『遊戲龍』遊戲產業的董事長，自己雖然知道宓娜是全心全意對他，但飛利浦一直認為自己的婚姻只是雙方家長的傀儡。因此他會偶爾出軌，卻又受制於道德和婚姻的責任束縛，直到遇到了網路女神乖乖就真的暈船了，此事也讓本來睜一隻眼閉一隻眼的宓娜無法接受 |
| 大夢   | 孫思穎 | 22歲從台灣過去唸北京電影學院碩士班一年級的學生。在北京待了五年。外型如同趙薇古靈精怪。偶像是白百合。在北京如魚得水。胡可後期北京生活都是靠孫思穎在直播上的收入養活。兩人相愛。但孫總是嚮往大紅大紫。跟胡可理想中的賢妻良母有落差。以至於白芷薇能趁虛而入 |
| 劉漢強 | 熊哥   | 52歲知名影視的製作人，早期過去內地發展的台灣商人，財力雄厚卻修養不足，性好漁色。只要是看上眼的美女，他都會以潛規則的手段、無所不用其極的想吃掉對方！在中國是個有錢有地位、卻有著壞名聲的前輩。這次因著『女神爭霸戰』美女眾多的吸引來台獵色，卻遇到了生命中的剋星，『天禾藝能』的小模夏晴，老江湖的熊哥卻被手段高明的夏晴玩弄！越想吃越吃不到的心態讓熊哥為她頃心，甚至被程顥當做反將阿及大哥一軍的最後籌碼！                                                                         |
| 尤緻妍 | 朵朵   | 26歲、Andy哥的姪女，從英國念夜店視覺管理碩士回台，原本是想成為高級飯店經理人，但因人脈不夠、所以先幫著自己的叔叔管理Wave夜店做起，也是經營得有聲有色。在Myst業績下滑時，成績超越了Myst，也因此和程顥結下樑子，亦敵亦友。但在朵兒心中卻在夜店商場競爭中，對程顥情愫漸生，對他的才華也心服口服 |
| 安于晴 | 小泡芙 | 古惑妹出身。常為公司惹麻煩。 |
| 王鼎文 | 龜毛哥 | 林森北經紀人。也昨網紅直播主經紀。識財如命。後為模特兒糾紛與程顥衝突 |
| 張喬菲 | 喬菲   | 宓的閨蜜，電視台製作人 |
| 鄒守宏 | 歐文   | 天禾娛樂原來老闆。害柏林當人頭的反派。是熊哥的馬前卒。 |

## 劇情簡介
| 集數     | 大鋼                 | 簡介 |
| 第一集   | 胡可回台湾夜店叙老友 | 孙思颖不愿为胡可放弃北京学业，两人承诺一年的分手合约，胡可隻身回到臺北。MIST经营者程灏与维维、柏林在VVIP包厢庆祝胡可归来，久别重逢的兄弟们抛开各自的烦恼大玩特玩了一番。夜店结束后Peggi同胡可返回胡可住处。Peggi主动挑逗胡可，此时胡可却收到孙思颖传来的讯息， 看出胡可犹豫的Peggi识相地离去，留下胡可一个人对着夜空回想着与孙思颖过往的点滴。                                         |
| 第二集   | 四名好友共商未来大计 | 柏林遭欧文欺骗，背债当上天禾娱乐的老板却无力经营。胡可计画扩展天禾为直播节目制作公司，不仅可帮助旗下模特儿成为网红，以程灏在夜店圈多年的人脉也能谈到许多厂商赞助，维维有拍片能力，制作人胡可则有在北京接触新媒体的经验值，四人开始着手节目企划案，争取YC直播的支持。另一方面游戏龙公司的「瞧吧」影音平台即将上线，CEO菲利浦在此时却想以广告试镜为由，借机认识模特儿乖乖。              |
| 第三集   | 乖乖菲利浦派对上相识 | 乖乖带白芷薇参加游戏龙派对，席间菲利浦和乖乖互有好感。创意总监泡面素爱吃模特儿豆腐，見白芷薇单纯可欺欲伸出狼爪，乖乖带着受惊吓的白芷薇离开会场，菲利浦因而对泡面大发脾气。菲利浦未婚妻宓娜明知菲利浦爱勾把模特儿，仍装作大气不听闺密乔菲到派对上盯场的建议，在家中喝闷酒后又反悔打电话催促菲利浦回家。菲利浦不予理会到夜店续摊，结束后回到家却已不见宓娜人影。                         |
| 第四集   | 游戏龙试镜网美争高下 | 游戏龙试镜当天，宅男女神若希的经纪人海胆将一碗泡麵泼到乖乖身上，引发群情激愤，若希感到十分丢脸，当场离开不试镜，白芷薇则是穿了冬泳的服装被总监泡麵羞辱了一番。YC直播的杰克森将胡可的直播节目企划上呈给老闆阿吉大哥，阿吉大哥假意请胡可将企划写完整，其实早已打定剽窃的主意。胡可和程灏到汉堡店写企划，对在汉堡店打工的白芷薇留下好感，乖乖则是和菲利浦传讯息相约碰面。                 |
| 第五集   | 胡可节目企划遭到剽窃 | 夏晴告知柏林YC直播正招募网美参加直播女神争霸战，胡可四人才惊觉节目企划已被剽窃。程灏找上杰克森兴师问罪，发觉杰克森是讲义气之人，便邀他加入天禾。乖乖夏晴一票模特儿在网上黑泡麵，导致泡麵被菲利浦开除。聚餐完众小模在程颢店门口撞见菲利浦，乖乖原以为菲利浦是来接她，不料竟是接未婚妻宓娜。乖乖在姊妹们面前感到没面子，羞愤地拉了白芷薇上出租车，在车上委屈地掉泪。                     |
| 第六集   | 欧文为熊哥物色模特儿 | 小泡芙拍睡衣目录起冲突弄伤宝宝还找了自己的男朋友大军来撑腰，谁知大军曾是宝宝经纪人龟毛哥的手下败将，龟毛并以此事要胁大军签下二十万的本票。熊哥依欧文建议将网大製作移到演员价格与製片成本都相对低廉的台湾，欧文为了替熊哥物色潜规则的对象而约了天禾娱乐的一票小模。熊哥看上夏晴却碰了软钉子，气得把欧文叫来骂了一顿，欧文连忙找来贝儿陪熊哥，力求上位的贝儿则是偷偷留了暗手。           |
| 第七集   | 夜店楼下程灏激斗龟毛 | 龟毛与大砲带着一帮兄弟到MIST，要大军的哥哥沙鸥出来处理二十万本票，殊不知程灏早就佈下天罗地网，几百人将龟毛一行人团团包围，硬逼龟毛把本票交出烧毁，从此龟毛与程灏结下梁子，程灏也因为此事被大老闆Allen哥留职停薪。熊哥不甘心得不到夏晴，要求欧文把天禾娱乐买下。柏林不肯卖公司，程灏说服三人熊哥是大金主，趁机卖个好价钱后亦可再开一家公司，柏林勉为其难约了欧文熊哥见面谈判。          |
| 第八集   | 賣公司柏林與三人     | 柏林受不了欧文一再嘲讽，当场翻桌准备海扁欧文，心急的程灏做势欲教训柏林，场面失控，惹怒了熊哥，八百万的交易破局，柏林也和其他三人分道扬镳，失去了踪影。乖乖找菲利浦向熊哥争取电影演出机会，突遇宓娜送鸡汤到游戏龙，只得躲在办公桌底下。菲利浦带乖乖到旅馆一度春宵，乖乖坚持公开两人关係未果，一气之下将菲利浦丢在旅馆迳自离开，菲利浦只好悻悻然地回家，把情慾发洩在宓娜身上。           |
| 第九集   | 香檳吧火藥味女人     | 程灏将胡可推荐给为了电视台製作直播节目而苦恼的乔菲，曾和程灏暧昧的乔菲以开会为藉口，乱入程灏和若希在香槟吧的约会，程灏担心二女起冲突，要胡可带白芷薇作陪缓和气氛。宓娜在香槟吧打电话给菲利浦，正忙着和乖乖重修旧好的菲利浦无暇接听，宓娜怅然若失。乔菲藉着酒意，以香槟和气泡酒暗讽若希和程灏是拜金女和假小开，程灏不甘被讽开了一打香槟，白芷薇初尝香槟美味不知后劲强烈，竟意外喝醉酒。 |
| 第十集   | 胡可護花白芷薇萌     | 白芷薇与胡可、维维续摊吃消夜，不料羊肉炉裡加了整瓶米酒，白芷薇香槟溷米酒，醉到不省人事。程灏和若希在车上拥吻，浓情蜜意被孙思颖一通电话打断，程灏为掩饰胡可与白芷之间薇暧昧而说谎，若希大怒翻脸下车。早上白芷薇醒来发觉自己睡在胡可床上，而胡可则是睡在床边地上，两人谈话间彼此萌生好感，同時若希打来跟胡可道歉，并说自己正往机场飞上海，与程灏无缘分，并希望胡可善待白芷薇。           |
| 第十一集 | 菲利浦三角戀掀起波瀾 | 乖乖在姐妹淘聚会秀出菲利浦送的手环。白芷薇告诫乖乖不可当第三者，否则便与乖乖绝交。泡麵以偷拍菲利浦和乖乖的照片威胁，反被菲利浦痛打一顿。程灏促成瞧吧与天禾娱乐的合作，接着带领胡可、宓娜一行人會見MIST大老闆Allen哥，商谈瞧吧和MIST合作夜店直播秀的事宜。本来无兴趣的Allen哥，被几个年轻人的热诚打动，再在程灏悉心分析之下，终于答应了这个夜店直播秀的提案。                           |
| 第十二集 | 夏晴露心機主動攀熊哥 | 乖乖将熊哥购买天禾娱乐之事说漏了嘴，其他小模也透漏天禾欲将所有模特儿合约转签到瞧吧，到时卖出的合约只剩下夏晴一人。夏晴认定自己遭公司背叛，决心先对熊哥下手为强。泡麵被飞利浦修理后心有不甘，找来龟毛哥以要以飞利浦亏空公款之事威胁宓娜。新闻豋出YC直播的丑闻，女神争霸战製作人大宝对参赛者潜规则，反遭贝儿留下录音档。熊哥生怕贝儿亦用同样手法对付自己，要求欧文尽快找出贝儿行踪。     |
| 第十三集 | 泡麵龜毛把柄脅迫宓娜 | 夏晴以签回众小模为条件，要熊哥掏钱开新的经纪公司，熊哥则认为不需为喝牛奶开牧场。夏晴说服熊哥掌握经纪资源更有利于熊哥影视集团的发展，熊哥佩服夏晴的胆量与机智，于是出了考题测试夏晴的实力。泡麵找宓娜出示菲利浦作假帐的证据，龟毛则假扮股市秃鹰威胁放空游戏龙。到时候不但游戏龙股价腰斩、菲利浦坐牢，还会牵扯宓娜的父亲，宓娜为了保全父亲和家族企业的名声，只好答应泡麵的勒索。         |
| 第十四集 | 夏晴解約眾模會面熊哥 | 失踪的柏林终于现身，夏晴也带来了一百万现金与天禾解约。柏林亲手拿着夏晴的解约金来到天台，把钱交给程颢，程颢则提议用这一百万给维维出唱片。天禾大伙在天台上办告别派对，程颢还约了朵朵来，想要亲手把MIST的经营权交给她。晚上是耶诞夜，乖乖等未出席天禾告别派对的模特儿全跟着夏晴去见熊哥了，夏晴以此争取到了熊哥的信任，并要求熊哥把欧文继续留在公司，在幕后帮她处理檯面下的事情。         |
| 第十五集 | 乖乖捨菲利浦欲飛北京 | 熊哥对乖乖开出一年四部电影的条件，看着手上菲利浦送的卡地亚手环，乖乖陷入了犹豫。夏晴分析爱情与麵包难兼得，既然菲利浦离不开宓娜，劝乖乖不如果断选择麵包。天禾众人到MIST狂欢，胡可独留天台打扫，此时白芷薇来告知胡可她将和乖乖一起去北京，胡可想阻止却没有立场，只将手伸向白芷薇，在两人手要牵上的前一刻，白芷薇接到乖乖催促的电话，留下胡可一个人孤单地望着寒冷的耶诞星空。             |
| 第十六集 | 维维发专辑胡可仍失意 | 菲利浦误以为亏空公款之事是程灏向宓娜告发，强硬要求天禾团队撤出瞧吧，夜店直播秀不得不喊停。跨年夜维维举办新歌发表会，胡可却闷闷不乐.胡可出去透气，接到白芷薇从北京来电，两人互诉衷肠。胡可心满意足的挂上手机，却看见孙思颖的未接来电，跨年夜讯号差，胡可打开微信定位见孙思颖就在附近，两人在街头穿梭着找寻彼此，最后胡可的电话响起，电话那头传来了孙思颖的声音。                        |

## 外部連結
- N世代的Facebook專頁